# Tuguegarao
Tuguegarao est une ville de 1re classe, capitale de la province de Cagayan aux Philippines.
Selon le recensement de 2010 elle est peuplée de 138 865 habitants.

## Barangays
Tuguegarao est divisée en 49 barangays :
- Annafunan East
- Annafunan West
- Atulayan Norte
- Atulayan Sur
- Bagay
- Buntun
- Caggay
- Capatan
- Carig Norte
- Carig Sur
- Caritan Centro
- Caritan Norte
- Caritan Sur
- Cataggaman Nuevo
- Cataggaman Pardo
- Cataggaman Viejo
- Centro 1
- Centro 2
- Centro 3
- Centro 4
- Centro 5
- Centro 6
- Centro 7
- Centro 8
- Centro 9
- Centro 10
- Centro 11
- Centro 12
- Dadda
- Gosi Norte
- Gosi Sur
- Larion Alto
- Larion Bajo
- Leonarda
- Libag Norte
- Libag Sur
- Linao East
- Linao Norte
- Linao West
- Namabbalan Norte
- Namabbalan Sur
- Pallua Norte
- Pallua Sur
- Pengue-Ruyu
- San Gabriel
- Tagga
- Tanza
- Ugac Norte
- Ugac Sur

## Démographie
| Année | Habitants | Évolution |
| ----- | --------- | --------- |
| 1995  | 107 275   | -         |
| 2000  | 120 645   | 12,46 %   |
| 2007  | 129 539   | 7,37 %    |
| 2010  | 138 865   | 7,20 %    |